# Robert Bohlmann

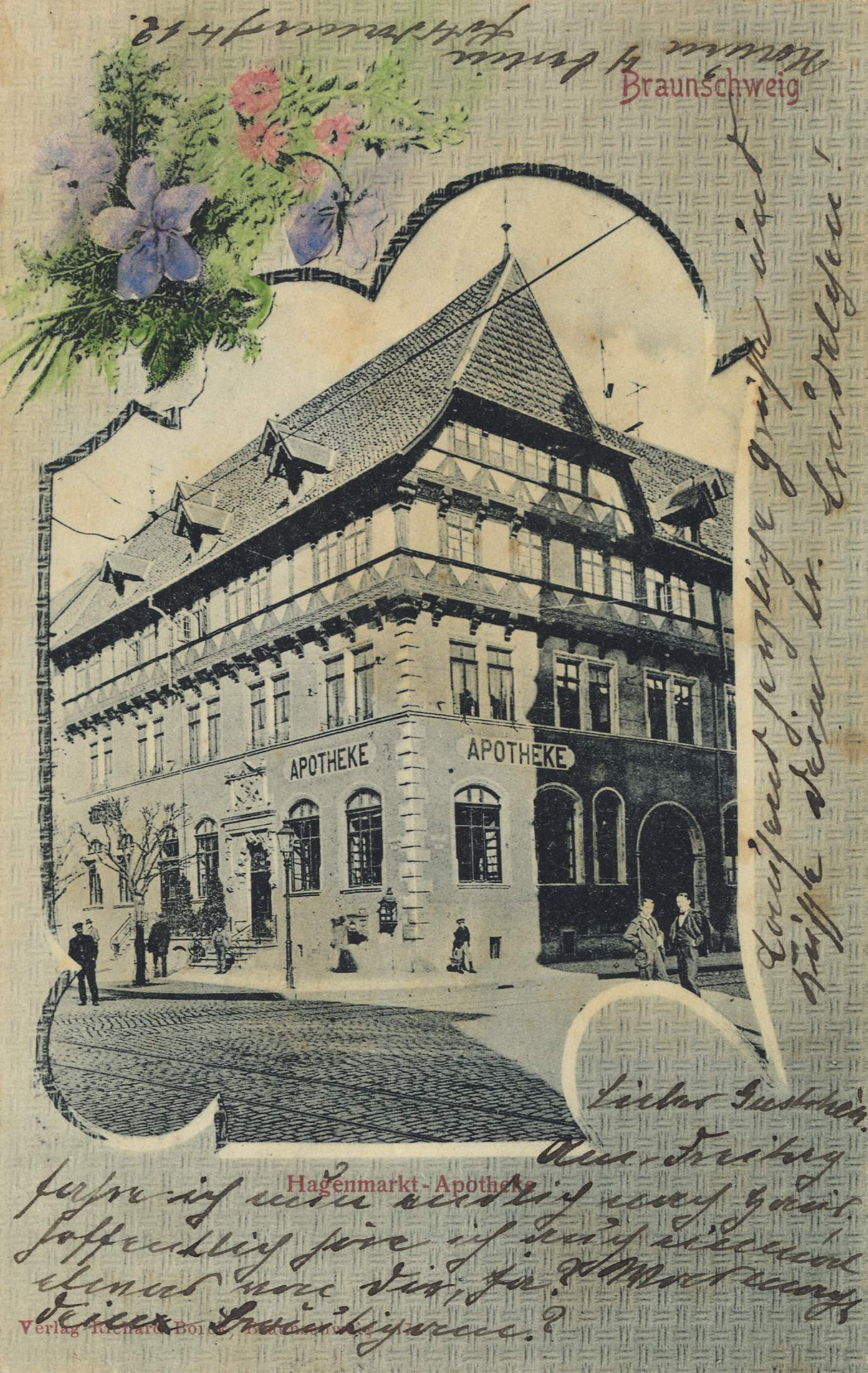
Die Hagenmarkt-Apotheke im Jahre 1902.

Robert Bohlmann (* 6. September 1854 in Gandersheim; † 20. Mai 1944 in Braunschweig) war ein deutscher Apotheker und Waffensammler.

## Leben
Nach seiner Lehrzeit 1869 bis 1873 in Gandersheim studierte Robert Bohlmann von 1876 bis 1878 an der Polytechnischen Schule in Braunschweig. Er war anschließend in mehreren Apotheken in Deutschland tätig, bevor er 1889 die Hagenmarkt-Apotheke in Braunschweig erwarb und 1894 deren Leitung übernahm. Bohlmann war ein kenntnisreicher Waffensammler und -kundler, der zu diesem Thema mehrere Aufsätze veröffentlichte. Daneben baute er ungefähr ab 1900 eine bedeutende Sammlung historischer Apothekerutensilien auf. Die Sammlung befindet sich heute im Besitz des Braunschweigischen Landesmuseums. Er war weiterhin in kommunalen Organisationen wie z. B. der Stiftung Vaterländisches Museum tätig, deren Vorsitzender er zeitweise war.
Bohlmann wohnte zuletzt in der damaligen Wilhelm-Friedrich-Loeper-Straße 49, der vormaligen und heutigen Adolfstraße, in Braunschweig. Er starb im Mai 1944, wenige Monate nach der Zerstörung der Hagenmarkt-Apotheke durch alliierte Bomberangriffe am 10. Februar.

## Schriften (Auswahl)
- Geschichte der Apotheken des Landes Braunschweig. Die Apotheke am Hagenmarkt, Braunschweig, 1959.
- Johann Sebastian Hauschka, braunschweigischer Hof-Büchsenmacher, 1930. In: Zeitschrift für historische Waffen- und Kostümkunde, NF B3, Sept. 1930, Heft 8, S. 187–193.
- Zur Datierung der Braunschweiger «Faulen Mette». In: Zeitschrift für historische Waffen- und Kostümkunde 1918–1920, S. 169.
- Die Braunschweigischen Waffen auf Schloss Blankenburg am Harz, 1915. (online)
- Die Zeichen oder Monogramme des Herzogs Julius von Braunschweig. In: Festschrift Paul Zimmermann zur Vollendung seines 60. Lebensjahres von Freunden, Verehrern und Mitarbeitern (Quellen und Forschungen zur Braunschweigischen Geschichte 6), Wolfenbüttel 1914, S. 256–262.
- Die Apotheken der Stadt Braunschweig. In: Heinrich Beckurts: Aus dem Pharmazeutischen Institut der Herzoglichen Technischen Hochschule Carolo-Wilhelmina, Braunschweig, 1910, S. 114–121.